# Dominique Heintz
Dominique Heintz (Neustadt an der Weinstraße, 15 augustus 1993) is een Duits voetballer die doorgaans als centrale verdediger speelt. Hij verruilde Union Berlin in augustus 2023 voor FC Köln.

## Clubcarrière
Heintz werd op zijn zevende opgenomen in de jeugd van FC Kaiserslautern. Daarvoor speelde hij bij SV Herta Kirrweiler. Hij debuteerde op de laatste speeldag van het seizoen 2011/12 in het eerste elftal van Kaiserslautern, tegen Hannover 96. Hij viel in voor Ariel Borysiuk. Kaiserslautern degradeerde dat jaar uit de Bundesliga. Heintz groeide in 2012/13 uit tot basisspeler. Die status verloor hij een seizoen later, maar heroverde hij in 2014/15. Zo kwam hij 64 keer uit voor Kaiserslautern in de 2. Bundesliga.
Heintz tekende in juli 2015 voor vier jaar bij FC Köln. Hier maakte coach Peter Stöger hem direct basisspeler. Heintz speelde dat seizoen 33 wedstrijden in de Bundesliga, op-een-na allemaal vanaf de aftrap. Hij maakte op 12 september 2015 zijn eerste doelpunt in het profvoetbal. Dat was die dag de 5–2 in een met 6–2 verloren competitiewedstrijd uit bij Eintracht Frankfurt. Hij scoorde later dat seizoen ook thuis tegen Eintracht Frankfurt. Toen wonnen zijn teamgenoten en hij met 3–1. Heintz speelde in drie seizoenen 96 competitiewedstrijden voor FC Köln, waarvan 93 vanaf de aftrap. Hij speelde in 2017/18 zijn eerste wedstrijden in een Europees toernooi, in de Europa League. Daarin kwam hij uit tegen Arsenal, Rode Ster Belgrado en BATE Borisov. Köln en hij degradeerden datzelfde seizoen naar de 2. Bundesliga.
Heintz verhuisde in juli 2018 naar SC Freiburg. Zo bleef hij toch actief op het hoogste niveau. Coach Christian Streich zette hem ook hier vanaf het begin in als vaste basisspeler. Hij stond in 2018/19 iedere speelronde aan de aftrap. Dat werd een jaar later wat minder en in 2020/21 stond hij bijna net zo vaak reserve als op het veld. Het ging in die tijd ieder seizoen beter met Freiburg, dus veel reden om hem meer speeltijd te geven had Streich ook niet. Nadat hij in de eerste seizoenshelft van 2021/22 één keer mocht invallen, vertrok Heintz in januari 2022 naar Union Berlin. Hier was hij dat jaar nog zeven keer basisspeler, maar miste hij ook meer dan twee maanden door fysieke ongemakken. Zijn (fysieke) verblijf bij Union Berlin bleef beperkt tot een half seizoen. Heintz speelde in 2022/23 op huurbasis voor VfL Bochum en keerde aan het einde van augustus 2023 terug naar FC Köln. Dat was inmiddels weer actief in de Bundesliga.

## Clubstatistieken
| Seizoen     | Club                 | Competitie    | Competitie | Competitie | Beker | Beker | Internationaal | Internationaal | Totaal | Totaal |
| Seizoen     | Club                 | Competitie    | Wed.       | Dlp.       | Wed.  | Dlp.  | Wed.           | Dlp.           | Wed.   | Dlp.   |
| ----------- | -------------------- | ------------- | ---------- | ---------- | ----- | ----- | -------------- | -------------- | ------ | ------ |
| 2011/12     | 1. FC Kaiserslautern | 2. Bundesliga | 1          | 0          | 0     | 0     | —              | —              | 1      | 0      |
| 2012/13     | 1. FC Kaiserslautern | 2. Bundesliga | 28         | 0          | 1     | 0     | —              | —              | 29     | 0      |
| 2013/14     | 1. FC Kaiserslautern | 2. Bundesliga | 10         | 0          | 4     | 0     | —              | —              | 14     | 0      |
| 2014/15     | 1. FC Kaiserslautern | 2. Bundesliga | 25         | 0          | 1     | 0     | —              | —              | 26     | 0      |
| Club totaal | Club totaal          | Club totaal   | 64         | 0          | 6     | 0     | 0              | 0              | 70     | 0      |
| 2015/16     | 1. FC Köln           | Bundesliga    | 33         | 2          | 2     | 0     | —              | —              | 35     | 2      |
| 2016/17     | 1. FC Köln           | Bundesliga    | 32         | 0          | 3     | 0     | —              | —              | 35     | 0      |
| 2017/18     | 1. FC Köln           | Bundesliga    | 31         | 1          | 3     | 0     | 4              | 0              | 38     | 1      |
| Club totaal | Club totaal          | Club totaal   | 96         | 3          | 8     | 0     | 4              | 0              | 108    | 3      |
| 2018/19     | SC Freiburg          | Bundesliga    | 34         | 1          | 2     | 0     | —              | —              | 36     | 1      |
| 2019/20     | SC Freiburg          | Bundesliga    | 28         | 0          | 2     | 0     | —              | —              | 30     | 0      |
| 2020/21     | SC Freiburg          | Bundesliga    | 21         | 0          | 2     | 0     | —              | —              | 23     | 0      |
| 2021/22     | SC Freiburg          | Bundesliga    | 1          | 0          | 0     | 0     | —              | —              | 1      | 0      |
| Club totaal | Club totaal          | Club totaal   | 84         | 1          | 6     | 0     | 0              | 0              | 90     | 1      |
| 2021/22     | Union Berlin         | Bundesliga    | 7          | 0          | 1     | 0     | —              | —              | 8      | 0      |
| 2022/23     | Union Berlin         | Bundesliga    | 0          | 0          | 1     | 0     | 0              | 0              | 1      | 0      |
| Club totaal | Club totaal          | Club totaal   | 7          | 0          | 2     | 0     | 0              | 0              | 9      | 0      |
| 2022/23     | → VfL Bochum         | Bundesliga    | 11         | 0          | 1     | 0     | —              | —              | 12     | 0      |
| 2023/24     | 1. FC Köln           | Bundesliga    | 1          | 0          | 0     | 0     | —              | —              | 1      | 0      |
| Club totaal | Club totaal          | Club totaal   | 1          | 0          | 0     | 0     | 0              | 0              | 1      | 0      |

Bijgewerkt op 18 september 2023.

## Interlandcarrière
Heintz maakte deel uit van alle Duitse nationale jeugdselecties vanaf Duitsland –18. Hij maakte deel uit van Duitsland –21 op het EK –21 van 2015.
1 Schwäbe ·
2 Schmied ·
3 Heintz ·
4 Hübers  ·
5 Soldo ·
6 Martel ·
7 Ljubičić ·
8 Huseinbašić ·
9 Waldschmidt ·
11 Kainz ·
12 Nickisch ·
13 Uth ·
15 Kilian ·
16 Obuz ·
17 Paçarada ·
19 Lemperle ·
20 Pentke ·
21 Tigges ·
22 Christensen ·
24 Pauli ·
25 Gazibegović ·
29 Thielmann ·
34 Harchaoui ·
35 Finkgräfe ·
37 Maina ·
42 Downs ·
43 Čuber Potočnik ·
44 Köbbing ·
47 Olesen ·
Coach: Struber